# Grójec (województwo kujawsko-pomorskie)

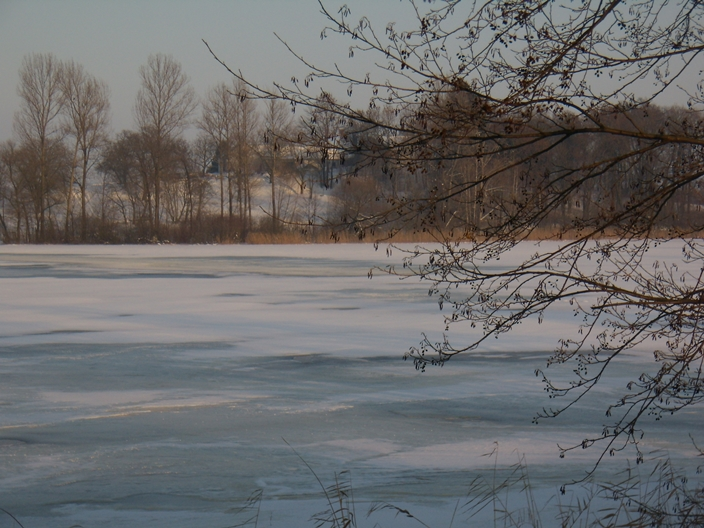
Jezioro Grójeckie

Grójec – wieś w Polsce położona w województwie kujawsko-pomorskim, w powiecie włocławskim, w gminie Boniewo.
W latach 1975–1998 miejscowość administracyjnie należała do województwa włocławskiego. Według Narodowego Spisu Powszechnego (III 2011 r.) liczyła 125 mieszkańców. Jest dwunastą co do wielkości miejscowością gminy Boniewo.
W pobliżu wsi znajduje się Jezioro Grójeckie.

## Historia
Grójec inaczej Grójcewieś od połowy XVIII wieku do połowy XIX wieku była w posiadaniu rodziny Sikorskich herbu Cietrzew. Dobra Grójec składały się z folwarku i wsi Grójec, Michałowa i nomenklatury Dębina. W latach siedemdziesiątych XVIII wieku dziedzic Teofil Sikorski wybudował na miejscowym grodzisku kaplice pod wezwaniem św.Krzyża. W tym samym czasie przy kaplicy za zgodą biskupa i dziedzica mieszkał pustelnik Antoni Romalewski, który został pochowany na swoją prośbę bez trumny, na klęcząco przed krzyżem w ołtarzu . W czasie powstania styczniowego w kaplicy ukrywali się powstańcy. Od drugiej połowy XIX wieku właścicielami Grójca byli Wodzińscy. Ostatnią przedwojenną właścicielką majątku Grójec była Teresa Sojecka. 
Znaną osobą związaną z Grójcem jest Benedykt Wodziński(ur. 22 października 1859 w Grójcu, zm. 24 stycznia 1926 tamże) inżynier, profesor budowy mostów, dziekan Wydziału Inżynierii Politechniki Ryskiej.